# Malmbergets AIF
Le Malmbergets AIF est un club de hockey sur glace de Malmberget en Suède. Il évolue en Division 1, troisième échelon suédois.

## Historique
Le club a été créé en ?.

## Palmarès
- Aucun titre.